# Гегесистрат
Гегесистрат (дав.-гр. Ἡγησίστρατος) виступав як провісник у перському війську Мардонія під час греко-перської війни у період 480—479 рр. до н.е. Народжений в Елеї, в родині Телліадів, спадкоємців відомих віщунів, Гегесистрат потрапив у полон до спартанців та був засуджений до страти за вчинені ним злочини.
Хоча засуджений до смерті, Гегесистрат вчинив дивовижний втечу. Він відрубав собі частину ноги, щоб звільнитися від кайданів, і, пробивши стіну в'язниці, втік до ворожого йому на той час міста Тегеї. Цей випадок в історії визначився його винахідливістю та відданістю власній свободі.
Під час Платейської битви Гегесистрат був віщуном у ватажка персів Мардонія. Ворожіння були несприятливими для персів у разі переходу останніх від оборони до нападу. Тим не менш, через 10 днів Мардоній знехтував ворожінням і напав на грецьке військо у Платей, вирішивши цим загибель свою і перського війська.
Під час ворожіння при Закінфі, Гегесістрат був убитий спартанцями.